# Simona Brambilla

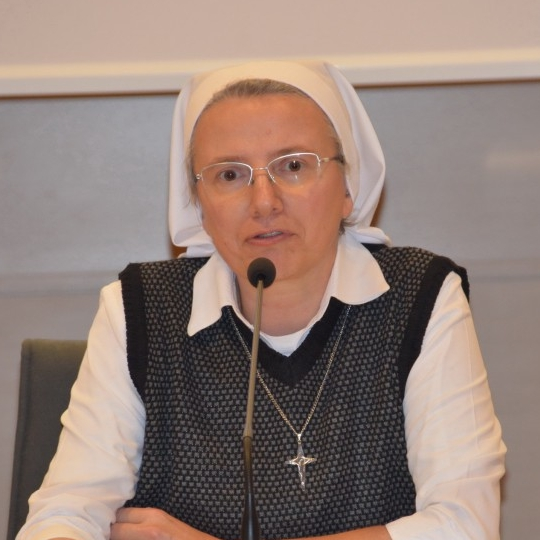
Simona Brambilla (2019)

Simona Brambilla MC (* 27. März 1965 in Monza) ist eine italienische Ordensschwester. Sie ist seit 2025 Präfektin des Dikasteriums für die Institute geweihten Lebens und für die Gesellschaften apostolischen Lebens.

## Leben
Simona Brambilla wuchs mit ihrer Familie in Missaglia auf und erwarb 1986 einen Berufsabschluss in Krankenpflege und arbeitete im Ospedale San Leopoldo Mandic in Merate in der Provinz Lecco. 1988 trat sie der Ordensgemeinschaft der Consolata-Missionsschwestern bei. 1991 legte sie die erste Profess ab und erwarb 1998 nach Studien am Psychologischen Institut der Päpstlichen Universität Gregoriana das Lizenziat in Psychologie. Sie legte 1999 die ewige Profess ab und ging anschließend nach Mosambik, wo sie am Studienzentrum Macua Xirima in Maua in der Jugendpastoral tätig war. Von 2002 bis 2006 lehrte sie als Dozentin am Psychologischen Institut der Gregoriana. 2008 wurde sie in Psychologie mit einer Dissertation über Evangelisierung und Inkulturation in Mosambik promoviert.
Von 2005 bis 2011 war sie Generalrätin ihrer Ordensgemeinschaft. 2011 wurde sie zur Generalsuperiorin der Consolata-Missionsschwestern gewählt und 2017 für eine zweite, bis zum Mai 2023 dauernde Amtszeit bestätigt.  2023 nahm sie an der Bischofssynode zur Synodalität teil.
Papst Franziskus ernannte sie am 7. Oktober 2023 zur Sekretärin des Dikasteriums für die Institute geweihten Lebens und für die Gesellschaften apostolischen Lebens, dem sie bereits seit 2019 als Mitglied angehört hatte. Am 6. Januar 2025 berief sie Papst Franziskus zur Präfektin des Dikasteriums für die Institute geweihten Lebens und für die Gesellschaften apostolischen Lebens. Sie ist damit die erste Frau, die ein Dikasterium der römischen Kurie als Präfektin leitet.